# John Schreiber
John Robert Schreiber (Wyandotte, Míchigan, 5 de marzo de 1994), más conocido como John Schreiber, es un jugador profesional estadounidense de béisbol que se desempeña en la posición de lanzador en Kansas City Royals, equipo de las Grandes Ligas de Béisbol (MLB).

## Carrera
Schreiber hizo su debut en la MLB con el equipo Detroit Tigers, en el cual jugó dos temporadas (2019-2020), después pasó a Boston Red Sox (2021-2023), posteriormente a Kansas City Royals, donde lleva jugando una temporada.